# Казанова, Рафаэль
Рафаэль Казанова-и-Комес (кат. Rafael Casanova i Comes; 1660, Мойя — 2 мая 1743, Сент-де-Льобрегат) — каталонский юрист, сторонник Карла VI, императора Священной Римской империи в качестве претендента на корону Испании во время войны за испанское наследство. Был мэром Барселоны и главнокомандующим Каталонии во время блокады города, а также командиром полиции Барселоны на фронте Сан Петер в последний день осады. Оправившись от ран, полученных на войне, продолжил борьбу против абсолютизма в качестве адвоката и утверждал, что он был автором книги Record de l’Aliança feta a Jordi Augusto de la Gran Bretanya (Воспоминания Альянса для Георга I Великобритании), в которой Каталония восстанавливает для Англии выполнение генуэзских соглашений.

## Биография
Родился в Мойя и жил там до 14 лет. В настоящее время там располагается его дом-музей. Он был одним из одиннадцати детей Рафаэля Казановы и Соло (1625—1682), владельца села Мойя, и Мэри Камсе Сорс († 1684). На момент его рождения семья была в хорошем финансовом положении благодаря прибыли с земледелия на своей земле, торговли зерна и имели контрактов на поставку мощной текстильной промышленности. В семье была давняя традиция участия в общественных делах: его отец был мэром.
Семья сохранила наследство наследнику Франсиско Казанове. Молодой Рафаэль эмигрировал в Барселону, где изучал право. В 1678 году достиг звания доктора в области права. В 1682 году умер его отец, а в 1684 году — мать. Через три года его старший брат Франциск был назван почетным гражданином Барселоны; Мойе была дана честь, то есть, народ Мойи пользовался теми же льготами, что жители Барселоны.
В 1696 году его карьера установилась, он женился на наследнице Марии Бош и Барба, дочери Пабло Бош и Марии Барба. Семья Бош имела бакалейные магазины в Барселоне. Мария Бош был вдовой врача Жозефа Камплонча и Пуч, который также имел сына по имени Жозеф. В браке она заявила, что Рафаэль Казанова вошел в дом Бош таким образом, чтобы не получить во владение активы Бош, а лишь временно управлять во время отсутствия детей, родившихся от брака, что означает женское наследство. Таким образом Рафаэль Казанова, младший сын семейства из Мойя, укрепил свои экономические позиции в Барселоне.
В 1697 году Мария Бош дала права на активы Рафаэлю Казанова, которые были дополнены в 1700 году Пабло Бош, её отцом, давая новые полномочия по управлению активами семьи Бош.
29 декабря 1704 Мария Бош умерла во время родов. Два её новорожденные сыновья — близнецы Пабло и Тереза — умерли через несколько дней.